# Delia podagricicauda
Delia podagricicauda este o specie de muște din genul Delia, familia Anthomyiidae, descrisă de Xue în anul 1997. Conform Catalogue of Life specia Delia podagricicauda nu are subspecii cunoscute.